# داستان همسرم (فیلم ۲۰۲۱)
داستان همسرم (به انگلیسی: The Story of My Wife) فیلمی محصول سال ۲۰۲۱ و به کارگردانی ایلدیکو انیدی است. در این فیلم بازیگرانی همچون لئا سیدو، جیجس نابر، لویی گارل، سرجو روبینی، رومن بورنژه، یاسمینه ترینکا، لونا ودلر، یوزف هادر، اولریش ماتس و اودو سامل ایفای نقش کرده‌اند.